# 乌索
小奥斯玛尔·德·阿尔梅达（葡萄牙語：Ocimar de Almeida Junior，1989年3月10日—），简称小乌索（Júnior Urso），是一名巴西职业足球运动员，现在效力于巴西足球甲組联赛球队哥連泰斯。

## 俱乐部生涯
2007年，乌索在巴西低级别球队圣安德烈开始足球生涯，2010年转投伊图亚诺。他在2011年州联赛表现出色，被巴甲球队阿瓦伊买入并立即租借到巴拉纳。赛季中，他被召回阿瓦伊参加巴甲联赛。 2011年底，他被租借到科里蒂巴一年。租借期满后，他正式转会科里蒂巴，和球队签约到2016年。
2014年2月16日，乌索离开巴西，加盟中国足球超级联赛球队山东鲁能泰山。

## 荣誉

### 科里蒂巴
巴西巴拉纳州联赛：（2012、2013）

### 山东鲁能泰山
- 中国足协杯：（2014）
- 中国足球协会超级杯：（2015）